# 寺川駅
寺川駅（てらかわえき）は、奈良県磯城郡田原本町にかつて存在した、大和鉄道の駅である。1944年（昭和19年）1月11日に休止され、1958年（昭和33年）12月27日に廃止された。

## 歴史
- 1932年（昭和7年）: 大和鉄道の田原本 - 味間間に新設開業。
- 1944年（昭和19年）1月11日 : 田原本 - 桜井間が休止される。
- 1958年（昭和33年）12月27日 : 田原本 - 桜井間の廃止に伴い廃駅となる。

## 駅構造
単式1面1線のホームを持つ地上駅で、新王寺方面行きと桜井方面行きの双方が同一ホームに発着していた。

## 隣の駅
大和鉄道
田原本駅 - 寺川駅 - 味間駅
- 当駅の利用者は非常に少なかったため、1934年（昭和9年）10月1日の改正時点で、13往復半の列車のうち6往復半しか停車していなかった。